# Bartl
Bartl  je priimek več znanih ljudi:
- Alenka Bartl (1930—2018), kostumografka, profesorica
- Fran Bartl (1878—1920), politik in delavski organizator
- Franz Bartl (1915—1941), avstrijski rokometaš
- Ivan Bartl (1860—1900), učitelj in skladatelj
- Ivan Bartl (1894—1974), inženir
- Ivan (Janez) Bartl (1765—1830), slikar